# Adam Duncan, 1. vikomt Camperdown
Adam Duncan, 1. vikomt Camperdown (Adam Duncan, 1st Viscount Camperdown, 1st Baron Duncan) (1. července 1731, Dundee, Skotsko – 4. srpna 1804, Cornhill-on-Tweed, Anglie) byl britský admirál. U námořnictva sloužil od svých patnácti let, vyznamenal se během sedmileté války, kdy dosáhl hodnosti kapitána, poté žil řadu let v soukromí. Znovu vynikl během válek s Francií a v roce 1795 dosáhl hodnosti admirála. Aktivní službu v Royal Navy zakončil jako vrchní velitel v Severním moři (1795–1800). V závěru své kariéry proslul strategicky významným vítězstvím v bitvě u Camperduinu (11. října 1797). V této bitvě použil taktiku zopakovanou o několik let později u Trafalgaru. V roce 1797 byl povýšen na vikomta a vstoupil do Sněmovny lordů. Jeho potomstvo později získalo titul hraběte a hlavní rodové sídlo ve Skotsku bylo pojmenováno podle vítězné bitvy (Campedown House).

## Kariéra

Admirál Adam Duncan po bitvě u Camperduinu přebírá meč nizozemského admirála Wintera (Samuel Drummond, 1827, Národní námořní muzeum v Greenwichi)

Pocházel ze Skotska, byl mladším Alexandera Duncana (†1777), starosty v Dundee, po matce Helen byl potomkem starobylé rodiny Haldane (potomci později užívali jméno Haldane-Duncan). Studoval ve svém rodišti, v roce 1746 za války o rakouské dědictví vstoupil do královského námořnictva, po válce sloužil ve Středomoří a v severní Americe, v roce 1755 dosáhl hodnosti poručíka. V této době byl podřízeným Augusta Keppela a pod jeho velením se poté zúčastnil sedmileté války v Karibiku, bojoval v bitvě u Quiberonu a vynikl při dobytí Havany, v roce 1761 obdržel hodnost kapitána. Po sedmileté válce žil řadu let v Dundee a jeho četné žádosti o návrat do aktivní služby byly odmítány. Teprve v roce 1777, když se přiženil do významné skotské rodiny Dundasů, dostal pod velení loď Monarch. V roce 1779 byl členem válečného soudu nad Keppelem, kde vystupoval v jeho prospěch.

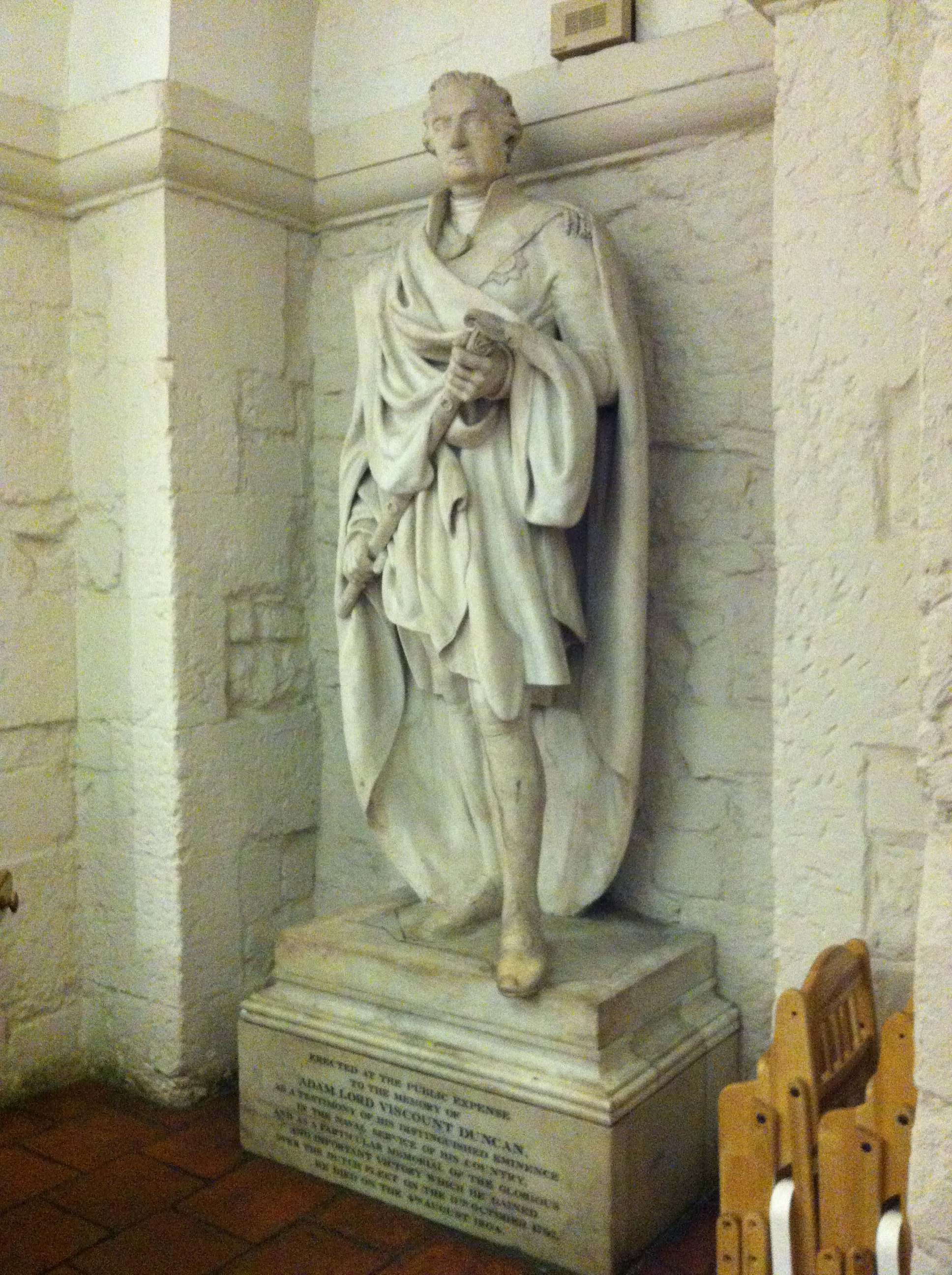
Socha admirála Duncana v londýnské katedrála sv. Pavla

Po Keppelově nástupu do funkce ministra námořnictva dosáhl dalšího služebního postupu a stal se velitelem lodi Blenheim, s níž se zúčastnil bojů proti Španělsku. V letech 1783–1786 velel v přístavu Portsmouth a v roce 1787 dosáhl hodnosti kontradmirála. Během války s revoluční Francií postupoval v hodnostech, byl jmenován viceadmirálem (1793) a admirálem (1795). Od roku 1795 velel spojenému britsko-ruskému loďstvu v Severním moři. Zde se musel vypořádat s námořnickou vzpouru a přes odvolané ruské posily dosáhl na podzim 1797 významného vítězství nad nizozemským loďstvem v bitvě u Camperduinu (11. října 1797). Za tuto bitvu získal v roce 1797 titul vikomta a stal se členem Sněmovny lordů. Kromě toho obdržel čestné občanství v několika městech (včetně Londýna a rodného Dundee), od britské vlády dostal roční penzi ve výši 3 000 liber. Do roku 1800 zůstal vrchním velitelem v Severním moři, poté odešel do výslužby.

## Rodina
V roce 1777 se oženil s Henriettou Dundasovou (1749–1832), dcerou prezidenta nejvyššího soudu ve Skotsku Sira Roberta Dundase (1685–1753) a neteří významného státníka vikomta Melvilla. Měli spolu šest dětí, dědicem titulu byl syn Robert Duncan, 2. vikomt Camperdown (1785–1859), který sloužil v armádě a v roce 1831 byl povýšen na hraběte z Camperdownu. Rodovým sídlem byl zámek Camperdown House ve Skotsku. Výstavbu zámku inicioval 1. hrabě z Camperdownu ve dvacátých letech 19. století; pozemky s původním názvem Lundie v těsném sousedství Lundie zde patřily Duncanům od roku 1682, zámek byl pojmenován podle nejslavnější bitvy Adama Duncana. Rodina později užívala alianční jméno Haldane-Duncan, posledním potomkem rodu byl George Haldane-Duncan, 4. hrabě z Camperdownu (1845–1933), který žil trvale v USA.